# Aneura subtenerrima
Aneura subtenerrima là một loài rêu trong họ Aneuraceae. Loài này được Steph. mô tả khoa học đầu tiên năm 1923.